# Goyer Golf & Country Club
De Goyer Golf & Country Club is een private Nederlandse golfclub in Eemnes in de provincie Utrecht. De club werd opgericht in 1999. De Goyer beschikt over een 18-holes championship course met wastelands, hoge roughs, heldere waterpartijen en bunkers, alsmede een niet minder uitdagende 6-holes par 3 baan waar het korte spel beoefend kan worden.  
De golfbaan van de Goyer G&CC heeft de A-status. De stijl van de baan heeft iets Amerikaans. De Goyer is de eerste golfbaan in Nederland waarvan de greens zijn opgebouwd volgend de regels van de USGA en zijn ingezaaid met bentgras waardoor ze snel worden. Het clubhuis is in 'colonial' stijl gebouwd.
In mei 2025 was de Goyer host van de 26e editie van het Dutch Ladies Open.

## Baanrecord
In 2012 werd een baanrecord voor heren neergezet door Max Albertus met een score van 65. Tijdens het Nationaal Open in 2017 werd het baanrecord geëvenaard door professional Inder van Weerelt. Voor dames staat het baanrecord sinds 6 augustus 2009 op naam van Karlijn Zaanen met een 67.